# Tắc Thiên tân tự
Tắc Thiên tân tự (Chữ Hán: 則天新字), còn gọi là Tắc Thiên văn tự (則天文字) hay Võ Hậu tân tự (武后新字), là một cách gọi chung cho một số chữ Hán do vị nữ hoàng độc nhất của Trung Quốc - Võ Tắc Thiên - sáng tạo (Tân tạo tự 新造字), hiện nay chúng thuộc phạm trù Dị thể tự (異體字). Nếu như phân loại chúng theo 6 cách tạo chữ Hán trong Lục Thư thì chúng thuộc chữ tượng hình và hội ý. Tuy số lượng chữ trong Võ Hậu tân tự không nhiều (khoảng 12 chữ) nhưng là những chữ thường dùng nên chúng có ảnh hưởng rất lớn đối với chữ Hán và văn hóa Trung Quốc.

## Một số ví dụ
| Chữ gốc | Chữ mới | Hình phóng to                                       | Phiên âm | Giải nghĩa |
| ------- | ------- | --------------------------------------------------- | -------- | --- |
| 照      | 曌      | Zetian character 照                                 | Chiếu    | Húy của Võ Tắc Thiên, "曌" được tạo thành từ các chữ "日月當空" (nhật nguyệt đương không). Mặt trăng và mặt trời ở không trung, tượng trưng cho âm dương.   |
| 照      | 瞾      | Zetian variant of above character                   | Chiếu    | Từ chiếu (曌) ở trên thi thoảng được viết thành 瞾, như đã xuất hiện trong Khang Hi tự điển. Nhiều người cho rằng, cách viết này là hệ quả của việc húy kỵ. |
| 天      | 𠑺      | First version of the Zetian character replacing 天  | Thiên    | Chữ này dựa trên kiểu chữ triện của chữ thiên 天. |
| 天      | 𠀑      | Second version of the Zetian character replacing 天 | Thiên    | Là phiên bản khác của chữ Thiên ở trên, các đường nét được kết nối để trở nên cứng cáp hơn. Chữ này được dùng trong các văn tự chính thống.                 |
| 地      | 埊      | Zetian version of the character 地                  | Địa      | Chữ Địa này được kết hợp từ ba chữ Sơn (山), Thủy (水) và Thổ (土).                                                                                         |
| 日      | 𡆠      | Zetian version of 日                                | Nhật     | Nhật chữ gốc "日". Trong "口" có "乙" tượng trưng cho Chim mặt trời: quạ 3 chân Kim Ô. Đây cũng là 1 chữ bắt chước Triện thư.                               |
| 月      | 囝      | Zetian version of 月                                | Nguyệt   | Dùng để chỉ thỏ hoặc trăng tròn. |
| 月      | 𠥱      | Second version of the character 月                  | Nguyệt   | Cùng ý nghĩa trên. |
| 星      | 〇      | The Zetian version of 星                            | Tinh     | Một đường tròn là chữ để chỉ ngôi sao, ngày nay trong tiếng Trung hiện đại nó dùng để chỉ số 0.                                                             |